# سارم‌اغلو
سارم‌اغلو (ترکی آذربایجانی: Sarımoğlu) یک منطقهٔ مسکونی در جمهوری آرتساخ است که در استان شاهومیان واقع شده‌است.